# Massemord
Massemord (massakre) er handlingen at myrde et stort antal mennesker på kortere tid. Massemord kan begås af enkelte eller organisationer.
Udtrykket kan henvise til spreemordere, som iværksætter en enkelt forfærdig handling mod deres ofre, eller til seriemordere, som myrder mange, men ikke nødvendigvis på samme tid.
De største massemord i historien har været forsøg på at udrydde hele grupper ofte pga. etnisk eller religiøs baggrund. Nogle af disse massemord er folkedrab eller forbrydelser mod menneskeheden. Det har ført til få eller slet ingen domfældelser.

## Massemord begået af enkeltindivider
Uden for politisk sammenhæng, kan udtrykket ”massemorder” betyde drab på flere mennesker: skydning af flere under et røveri eller antænding af fyldt natklub. 
Det er et flertydigt udtryk, i stil med seriemord og spreemord. 
Massemord kan begås på familie, kolleger, studerende eller tilfældige fremmede. Mordernes motiver kan være raseri, økonomisk vinding, religiøs fanatisme og sindssygdom. . Mange andre motiver er mulige, deriblandt opmærksomhed eller berømmelse. .
En medarbejder som angriber sine kolleger, bliver kaldt ”misfornøjet medarbejder”, men det er ofte misvisende, for mange gerningsmænd er fyret fra deres arbejde, og møder op bevæbnet til tænderne og dræber deres tidligere kollegaer.[kilde mangler]
I modsætning til seriemordere, er der sjældent et seksuelt motiv til individuelle massemord, men med undtagelse af Sylvestre Matuschka, en østriger som vist opnåede seksuel nydelse ved at sprænge tog i luften med dynamit. Hans dødbringende seksuelle fetish kostede 22 mennesker livet, før han blev fanget i 1932.[kilde mangler]
Ifølge Loren Colemans bog Copycat Effect har presseomtale om mangfoldig død tendens til at fremprovokere flere, hvad enten det er på arbejdsplads, skoler eller masseselvmord.

## Massemord begået af terrorister
I de seneste år har terrorister udført massemord for at skræmme samfundet eller for at henlede opmærksomheden på deres sag.
Større terroristhændelser som involverer massemord med mere end 76 ofre:
- Den 23. juni 1985, Air India fly 182, blev bombet over Atlanterhavet – 329 dræbt
- Den 21. december 1988, Pan Am fly 103, blev bombet over Skotland – 279 dræbt
- Den 12. marts 1993, Bombay bombningen – 257 dræbt
- Den 18. april 1995, Oklahoma City bombningen – 168 dræbt
- Den 7. august 1998, bombningen af den amerikanske ambassade i Kenya og Tanzania – 224 dræbt
- Den 11. september 2001, angrebet i USA – 2.974 dræbt
- Den 12. oktober 2002, Bali bombningen i Indonesien – 202 dræbt
- 2004, Ashura massakren i Irak – 170 dræbt
- Den 11. marts 2004, Madrid tog bombningen – 191 dræbt
- Den 4. september 2004, Beslan skole gidseltagningen i Rusland – 344 dræbt
- Den 28. februar 2005, Al Hillah bombningen i Irak – 127 dræbt
- Den 11. juli 2006, Mumbai tog bombningen i Indien – 207 dræbt
- Den 27. marts 2007, Tal Afar bombningen og massakren i Irak – 152 dræbt
- Den 22. Juli 2011, Utøya Massakren - 77 dræbt